# Tatiana Bvegadzi
Tatiana Martine Bvegadzi (sinh ngày 30 tháng 1 năm 1979 tại Brazzaville) là một judoka người Congo, người thi đấu ở hạng mục hạng nặng của phụ nữ. Cô nhặt được một huy chương đồng trong hơn 78   bộ phận kg tại Giải vô địch Judo châu Phi 2004 ở Tunis, Tunisia và đại diện cho Cộng hòa Congo tại Thế vận hội Mùa hè 2004.
Bvegadzi đủ tiêu chuẩn làm một Judoka đơn độc cho đội hình Congo trong lớp hạng nặng nữ (+78   kg) tại Thế vận hội Mùa hè 2004 ở Athens, bằng cách xếp hạng ba và nhận được một bến từ Giải vô địch châu Phi ở Tunis. Cô thua trận mở màn trước Judoka Cuba và huy chương bạc cuối cùng là Daima Beltrán, người nhanh chóng ghim và khuất phục cô trên tấm chiếu bằng một cú ném ashi (bánh xe chân) trong bốn mươi ba giây. Bvegadzi cho mình một cơ hội huy chương Olympic đầu tiên Congo tại những trò chơi thông qua các Vòng đấu vớt, nhưng đã đưa ra ngắn trong một thất bại để của Vương quốc Anh Karina Bryant bởi một ippon và tsuri goshi (hip ném nâng) gần hai phút vào playoff đầu tiên của họ về bản nháp.